# Morosphaeria velataspora
Morosphaeria velataspora är en svampart som först beskrevs av K.D. Hyde & Borse, och fick sitt nu gällande namn av Suetrong, Sakay., E.B.G. Jones & C.L. Schoch 2009. Morosphaeria velataspora ingår i släktet Morosphaeria och familjen Morosphaeriaceae.   Inga underarter finns listade i Catalogue of Life.